# Norrby säteri
Norrby säteri är en herrgård i Bogsta socken i Nyköpings kommun.
Norrby omtalas i dokument första gången 1551, och var då ett mantal skattejord, det anges 1573 ligga öde. Det drogs därefter in till kronan och byttes 1588 tillsammans med Nunsberga kyrkohemman bort av hertig Carl till Estrid Nilsdotter Krumme mot två hemman i Ripsa socken. Norrby kom att läggas under det av henne bildade säteriet Ökna, men 1616 lydde Norrby i stället under Sörby i Torsåkers socken. När Ökna åter fick sätesfrihet omkring 1630 hamnade Norrby på nytt under det godset. På 1650-talet utverkades sätesprivilegier för Norrby, men Norrby kom att fortsätta att brukas under Ökna och ha samma ägare. Efter Harald Stakes död tillföll Norrby hans dotter Ingeborg som var änka efter Sven Ribbing (död 1677) och sedan gifte om sig med Arent Silversparre. Under denna tid anges Norrby vara en välbebyggd bondgård. Efter att ha tillhört ätten Silfversparre kom den på 1820-talet till släkten Fineld, 1831 till ätten Trolle-Löwen, senare till Gyllenborg och Wright.
Nuvarande corps de logi uppfördes 1820 samt restaurerades och moderniserades 1938.